# Salmo rizeensis
Salmo rizeensis is een straalvinnige vissensoort uit de familie van de zalmen (Salmonidae). De wetenschappelijke naam van de soort is voor het eerst geldig gepubliceerd in 2010 door Turan, Kottelat & Engin.